# Annemarie Oestreicher
Annemarie Oestreicher (geb. Hinze) (* 14. Dezember 1875 in Berlin; † 1945 in Ravensbrück) war eine deutsche sozialdemokratische Politikerin.

## Leben
Sie kam aus einem kleinbürgerlichen Elternhaus. Nach der Volksschule war sie bis 1910 Hilfsschwester und selbständige Dentistin in Berlin. Nach ihrer Heirat mit dem Chefredakteur der Königsberger Volkszeitung war sie Hausfrau. Durch ihren Mann kam sie zur SPD. In zweiter Ehe heiratete sie einen kaufmännischen Direktor der Siemens-Schuckert-Werke in Berlin. In den 1920er Jahren war sie auch schriftstellerisch tätig.
Für einen ostpreußischen Wahlkreis war sie von 1921 bis 1932 Mitglied des preußischen Landtages. Ihre politischen Schwerpunkte waren die Gesundheits-, Kultur- und Agrarpolitik sowie Landarbeiterfragen. Sie war auch Mitglied des preußischen Landesgesundheitsrates.
In der Zeit des Nationalsozialismus lebte sie in Berlin. Im Jahr 1944 wurde sie im Rahmen der Aktion Gitter verhaftet. Sie wurde in das KZ Ravensbrück eingeliefert, wo sie unter ungeklärten Umständen im Frühjahr 1945 starb.